# المنظمة الدولية لتجنيد الأطفال
المنظمة الدولية لتجنيد الأطفال،  المعروفة سابقًا باسم «التحالف لوقف استخدام الأطفال الجنود»، كانت منظمة غير حكومية مقرها المملكة المتحدة عملت على منع تجنيد الأطفال واستخدامهم واستغلالهم من قبل القوات والجماعات المسلحة. اعتبارًا من 7 يونيو 2019، توقفت المنظمة عن العمل.

## الرؤية
تتصور المنظمة الدولية لتجنيد الأطفال عالماً يكبر فيه جميع الأطفال وهم يدركون إمكاناتهم الكاملة ويتمتعون بجميع حقوق الإنسان الخاصة بهم. ولتحقيق ذلك، تعمل المنظمة على منع القوات والجماعات المسلحة من تجنيد الأطفال واستخدامهم واستغلالهم.

## التاريخ
تم تأسيس التحالف الدولي لوقف استخدام الأطفال الجنود،  في عام 1998 من قبل منظمات حقوقية وإنسانية رائدة، بما في ذلك هيومن رايتس ووتش ومنظمة العفو الدولية ومنظمة إنقاذ الطفولة. كان الغرض منه هو الدعوة إلى اعتماد البروتوكول الاختياري لاتفاقية حقوق الطفل بشأن اشتراك الأطفال في النزاعات المسلحة وهي معاهدة لحقوق الإنسان تحظر استخدام الأطفال في النزاعات المسلحة وترفع سن التجنيد العسكري. تم اعتماد المعاهدة في عام 2000 ودخلت حيز التنفيذ في 12 فبراير 2002. تواصل المنظمة الدولية لتجنيد الأطفال الترويج للانضمام إلى البروتوكول الاختياري وغيره من معايير حقوق الإنسان ذات الصلة.
منذ ذلك الحين، استمرت المنظمة في تعزيز تبني وتنفيذ المعايير القانونية الدولية  التي تحمي الأطفال من التجنيد العسكري أو الاستخدام في الأعمال العدائية.

## الدول ذات الأولوية
يوجد مقر المنظمة الدولية لتجنيد الأطفال في لندن وتقوم بإجراء البحوث والدعوة وبناء القدرات في البلدان في جميع أنحاء العالم. وشملت البرامج الأخيرة: جمهورية أفريقيا الوسطى؛  جمهورية الكونغو الديمقراطية؛  أفغانستان؛  الهند؛  ميانمار؛  تايلاند.

## السياسات
تقدم منظمة الأطفال الجنود الدولية نتائج البحوث والتوصيات المتعلقة بالسياسات إلى مجلس الأمن التابع للأمم المتحدة في نيويورك ولجنة حقوق الطفل في جنيف، سويسرا. وفقًا لوثائق الأمم المتحدة، فيما يتعلق بتبني وإنفاذ البروتوكول الاختياري المتعلق بإشراك الأطفال في النزاعات المسلحة، تلعب منظمة تجنيد الأطفال الدولية «دورًا رئيسيًا في ضمان التنفيذ على كل المستويات».

## المنشورات
نشرت المنظمة واليونيسيف دليل البروتوكول الاختياري لاتفاقية حقوق الطفل  في ديسمبر 2003. يلخص الدليل عملية اعتماد المعاهدة، وأحكامها الأساسية، ويوصي بالاضطلاع بأنشطة معينة لضمان تنفيذها الكامل. هي أداة عملية مكتوبة لمساعدة المنظمات غير الحكومية الأخرى والمجموعات الإنسانية والهيئات التشريعية في تنفيذ معايير المعاهدة.
في الأعوام 2001 و 2004 و 2008، نشرت المنظمة «التقارير العالمية للجنود الأطفال» والتي تقدم لمحة عن حالة الجنود الأطفال في كل بلد حول العالم. في عام 2012، نشرت المنظمة الدولية «بصوت أعلى من الكلمات: أجندة عمل لإنهاء استخدام الدولة للجنود الأطفال»،  مصحوبة بقائمة مراجعة عملية من 10 نقاط لمساعدة الدول على إنهاء تجنيد الأطفال.
تواصل المنظمة الدولية للجنود الأطفال نشر الأبحاث والتحليلات والتوصيات بانتظام  لدعم أهدافها الدعوية. تسعى إلى توجيه السياسات والإجراءات من خلال بناء فهم لأسباب تجنيد الأطفال واستخدامهم، وتحديد الحلول المستدامة.

## التمويل والهيكل التنظيمي
المنظمة هي مؤسسة خيرية مسجلة في المملكة المتحدة. يتم الترحيب بالتبرعات المباشرة  من الأفراد، وتوفر مصدرًا أساسيًا للدعم.
يتم تقديم البيانات المالية السنوية المدققة  إلى مفوضية المؤسسات الخيرية في المملكة المتحدة،  ويتم نشرها على موقع ويب الخاص بالمنظمة. بالنسبة للسنة المالية 2015-16، كان لدى المنظمة دخل سنوي قدره 623,588 جنيه إسترليني ونفقات 604,832 جنيه إسترليني. في الفترة 2015-2016، دعم 94٪ من النفقات أنشطة البرنامج (6٪ من النفقات تدعم تكاليف توليد الأموال).
تعمل المنظمة مع فريق صغير من الموظفين، حيث تقدم الدعم الاستشاري المتخصص عند الحاجة. يتم الإعلان عن الوظائف الشاغرة  على موقع المنظمة. يحكم المنظمة مجلس أمناء.

## روابط خارجية
- مقابلة: Terrorsim أطفال بسبب Terrorsim في سريلانكا
- فيلم وثائقي عن طفل جندي هرب من جيش الرب للمقاومة